# ゴッドフリー・シャヴァリア
ゴッドフリー・デクルーセイ・シャヴァリア（Godfrey DeCourcelles Chevalier 、1889年3月7日-1922年11月14日）はアメリカ海軍の軍人、最終階級は少佐。
アメリカ海軍航空隊における初期のパイロットの一人で、海軍パイロット第7号。アメリカの第一次世界大戦に参戦後は西部戦線で戦った。空母への着艦に初めて成功したパイロットの一人であるが、偉業達成後間もなく航空事故で殉職した。

## 生涯
ゴッドフリー・ドクルセス・シャヴァリアは1889年3月7日に、ロードアイランド州プロビデンスに生まれる。1910年6月に海軍兵学校（アナポリス）を卒業。卒業年次から「アナポリス1910年組」と呼称されたこの世代の同期には、のちに空母任務部隊を率いるマーク・ミッチャー、フレデリック・C・シャーマン、チャールズ・A・パウナルらがいる。1912年10月27日にアナポリスでの航空教練を修了し、海軍パイロット第7号となる。その免許は1915年11月7日に認定され、呼び名が「海軍飛行家」に変更後の1918年11月7日にも改めて認定された。
1913年5月8日、少尉に任官したシャヴァリアは、海軍パイロット第3号のジョン・ヘンリー・タワーズ中尉（アナポリス1906年組）が操縦するカーチス飛行艇に同乗し、ワシントン海軍工廠を出発してポトマック川、チェサピーク湾を経由しアナポリスに到着する全行程169マイル、飛行時間3時間5分の飛行を行った。
1916年、シャヴァリアは装甲巡洋艦「ノースカロライナ」、カタパルトで航空機を発艦させた初の艦へのカタパルトの本設置工事を監督する。アメリカが第一次世界大戦に参戦した後の1917年11月、シャヴァリアはフランスのダンケルクに初めて設営された海軍航空基地司令となり、その功績により殊勲章を受章した。
1922年10月26日、エアロマーリン 39B606号機を駆ったシャヴァリアは、アメリカ海軍最初の空母「ラングレー」への着艦に成功し、海軍の記念碑的出来事として称えられた。しかし、それからわずか20日足らずの1922年11月12日、シャヴァリアはヴォート VE-7を操縦してノーフォークの海軍航空基地からバージニア州ヨークタウンへ向かう途中、バージニア州ロックヘヴン近郊で乗機が墜落し、ノーフォーク海軍基地内にある海軍病院に搬送されたが事故のケガがもとで2日後の11月14日に亡くなった。33歳没。
シャヴァリアの名前は2隻の駆逐艦に記念として命名されている。フレッチャー級駆逐艦の「シャヴァリア」とギアリング級駆逐艦の「シャヴァリア」（USS Chevalier, DD-805 ）がそうであるが、前者は1943年10月6日の第二次ベララベラ海戦で日本海軍の水雷戦隊と交戦して沈没した。また、海軍飛行学校の滑走路の一つは「シャヴァリア・フィールド」と命名されている。